# Серишеве
Серишеве (рос. Серышево) — смт у Серишевському районі Амурської області Російської Федерації. Розташоване на території українського історичного та етнічного краю Зелений Клин.
Входить до складу муніципального утворення робітниче селище Серишеве. Населення становить 9773 особи (2018).

## Історія
З 1932 року село ввійшло до складу новоутвореної Амурської області. Від 1935 року у складі Білоногівського району, невдовзі перейменованого на Серишевський.
З 1 січня 2006 року органом місцевого самоврядкування є робітниче селище Серишеве.